# Faking Love
«Faking Love» (en español, «Fingiendo amor») es una canción de la cantante brasileña Anitta con la participación de la rapera estadounidense Saweetie. Fue lanzada a través de Warner Records como el tercer sencillo del quinto álbum de estudio de Anitta, Versions of Me (2022), el 14 de octubre de 2021. Se envió a las estaciones de radio de los Estados Unidos el 19 de octubre de 2021.

## Lanzamiento
Durante una entrevista con Billboard, Anitta declaró que un nuevo sencillo podría llegar antes de lo que esperan los fanáticos, afirmando que acaba de filmar el video musical. Ella reveló que se trata de una colaboración con una cantante estadounidense que actualmente tiene éxito, y con quien nunca antes había trabajado. «Es funk inglés, con un toque latino en la melodía", dijo.  El 11 de octubre, la cantante compartió un video en sus redes sociales donde aparece un corazón rosado latiendo mientras dos personas aparecen en su interior. Al día siguiente, anunció que la canción es una colaboración con la rapera estadounidense Saweetie, revelando la portada y la fecha de lanzamiento.
«Faking Love» fue lanzado para descarga digital y streaming como el tercer sencillo del próximo álbum de estudio de Anitta, Versions of Me, el 14 de octubre de 2021. La canción fue enviada a las estaciones de radio de los Estados Unidos el 19 de octubre de 2021.

## Video musical
El videoclip de «Faking Love» fue dirigido por Bradley & Pablo y lanzado el 15 de octubre de 2021.

## Presentaciones en vivo
Anitta y Saweetie interpretaron por primera vez «Faking Love» el 3 de noviembre de 2021 en The Late Late Show with James Corden. Volvieron a interpretar la canción el 31 de diciembre de 2021 en Miley's New Year's Eve Party.

## Créditos y personal
Créditos adaptados de Tidal.
| - Larissa de Macedo Machado – voz, composición - Diamonté Harper – voz, composición - Abby-Lynn Keen – composición - Andrés Torres – producción, composición - Mauricio Rengifo – producción, composición | - Ryan Tedder – producción, composición - Kuk Harrell – producción, producción de voz, ingeniería de voz - Chris Gehringer – masterización - Serban Ghenea – mezcla - Bryce Bordone – ingeniería de mezcla | - Dru Castro – ingeniería de voz - Femin Suero Jr. – ingeniería de voz - Jelli Dorman – ingeniería de voz - Simone Torres – ingeniería de voz |

## Posicionamiento en listas
| Listas (2021)                                | Mejor posición |
| -------------------------------------------- | -------------- |
| Brasil (Top 100 Brasil)                      | 45             |
| Brasil (Top 10 Pop Internacional)            | 1              |
| Estados Unidos (Billboard Mainstream Top 40) | 34             |
| Estados Unidos (Billboard Rhythmic)          | 35             |
| México (Billboard Mexico Ingles Airplay)     | 22             |
| Portugal (AFP)                               | 82             |

## Historial de lanzamiento
| Región         | Fecha                 | Formato(s)                  | Discográfica   | Ref.   |
| -------------- | --------------------- | --------------------------- | -------------- | ------ |
| Varios         | 14 de octubre de 2021 | Descarga digital streaming  | Warner Records | [ 5 ]  |
| Estados Unidos | 19 de octubre de 2021 | Contemporary hit radio      | Warner Records | [ 18 ] |
| Estados Unidos | 19 de octubre de 2021 | Rhythmic contemporary radio | Warner Records | [ 19 ] |